# بيديني (إوانينا)
بيديني (Πεδινή) هي مدينة تقع في محافظة يوانينا على ارتفاع 480 مترًا. وهي نشكل إداريًا كومونة بيديني مع فتيري و خيونيادا التابعة للوحدة البلدية بيزاني، التي تنتمي إلى بلدية يوانينا، وذلك بعد تنفيذ برنامج كاليكراتيس. وبلغ عدد سكانها 2,871 نسمة وفقًا لتعداد 2011.

## الجغرافيا والتاريخ
تم بناء بيديني عند سفح تلال كوري وكاستالاتا الشرقية. يقع بالقرب من طريق إغناتيا أودوس (E90)، على طريق بين المقاطعات يوانينا دودوني (EO17) وبجوار جامعة ومستشفى يوانينا. في نفس المنطقة يوجد دير أجيوس جورجيوس من دوروتي. تبعد 7.5 كم شمالاً من مدينة يوانينا. كان الاسم القديم لها هو رابسيتسا حتى عام 1928 بينما تم تأسيس كومونة رابسيستا في عام 1919. كانت تابعة لبلدية بيزاني وتم تحديدها كمقر لها حتى عام 2010 وفقًا لخطة كابوديسترياس.